# Józef Dubiński (profesor)
Józef Antoni Dubiński (ur. 5 grudnia 1945 w Uściu Solnym) − polski przedstawiciel nauk technicznych, specjalizujący się w geofizyce i geomechanice górniczej oraz ochronie terenów górniczych.

## Życiorys
W 1969 roku ukończył studia na Akademii Górniczo-Hutniczej w Krakowie. W 1971 roku został zatrudniony na stanowisku asystenta w Głównym Instytucie Górnictwa. Doktoryzował się w 1978 roku, stopień doktora habilitowanego uzyskał w 1990 roku, na podstawie rozprawy zatytułowanej Sejsmiczna metoda wyprzedzającej oceny zagrożenia wstrząsami górniczymi w kopalniach węgla kamiennego. Tytuł profesora nauk technicznych otrzymał w 1995 roku.
20 września 2001 roku objął funkcję naczelnego dyrektora Głównego Instytutu Górnictwa (kierował nim do 2015 roku). Doszedł również do stanowiska profesora zwyczajnego w tej jednostce. W 2007 roku uzyskał godność członka korespondenta Polskiej Akademii Nauk, a w 2019 roku został członkiem rzeczywistym tej instytucji. Został także wiceprezesem oddziału PAN w Katowicach, członkiem Komitetu Problemów Energetyki PAN, wiceprzewodniczącym Komitetu Górnictwa PAN oraz członkiem Komisji Nauk Technicznych Polskiej Akademii Umiejętności i członkiem Rady Głównej Instytutów Badawczych. Jest członkiem Akademii Inżynierskiej w Polsce.

## Wybrane publikacje
- Metody obliczeń energii wstrząsów górotworu na Górnym Śląsku (1973, współautor)
- Sejsmiczna metoda wyprzedzającej oceny zagrożenia wstrząsami górniczymi w kopalniach węgla kamiennego (1989)
- Koncentracja wydobycia a zagrożenia górnicze: praca zbiorowa (1999, redakcja pracy zbiorowej, ISBN 83-87610-10-0)
- Tąpania: ocena, prognoza, zwalczanie (2000, współautor, ISBN 83-87610-23-2)
- Oddziaływanie wstrząsów sejsmicznych na powierzchnię w zależności od ich parametrów fizycznych (2005, współautor, ISBN 83-87610-82-8)

## Odznaczenia i wyróżnienia
- Krzyż Komandorski Orderu Odrodzenia Polski (2014)[3]
- Krzyż Oficerski Orderu Odrodzenia Polski (2000)[4]
- Krzyż Kawalerski Orderu Odrodzenia Polski (1992)
- Złota odznaka honorowa „Zasłużony dla górnictwa” (1993)
- Odznaka Honorowa za Zasługi dla Rozwoju Gospodarki Rzeczypospolitej Polskiej (2015)[5]
- Odznaka Honorowa Zasłużonego dla Bezpieczeństwa w Górnictwie (2015)[6]
- Tytuły doktora honoris causa Akademii Górniczo-Hutniczej w Krakowie (2012) oraz Narodowego Uniwersytetu Górniczego w Dniepropetrowsku (2010)